# Ikeno Seiichirō
Ikeno Seiichirō (japanisch 池野 成一郎; geboren 25. Juni 1866 im Tokioter Stadtteil Surugadai Edo, Provinz Musashi; gestorben 4. Oktober 1943 in Tokio) war ein japanischer Botaniker und Pionier der japanischen Pflanzenmorphologie.

## Leben und Wirken
Ikeno Seiichirō wurde als Sohn eines Hatamoto in Edo geboren. Er absolvierte die Vorläufereinrichtung der Universität Tokio, die „Tōkyō Kaisei Gakkō“ (東京開成学校), die Kaiserliche Universität Tokio, das Science College und 1890 die Abteilung für Botanik. Er wurde 1891 Assistenzprofessor an der Agrarhochschule (農科大学; Nōka daigaku), bildete sich in Deutschland und Frankreich weiter und wurde 1909 Professor.
Ikeno half als Student Hirase Sakugorō (1856–1925), einem damaligen Assistenten in der Abteilung für Botanik der Universität, bei der Entdeckung von Ginkgo-biloba-Spermien (1896). Er selbst entdeckte die Samen des Sagopalmfarns und erhielt dafür 1912 den Preis der Kaiserlichen Akademie der Wissenschaften. Eine seiner repräsentativen Veröffentlichungen ist Shokubutsu Keitōgaku (植物系統学, „Pflanzenphylogenie“) aus dem Jahr 1906. Dies war Japans erstes systematisches Buch zur Botanik, das die Phylogenie des gesamten Pflanzenreichs behandelte und damit einen großen Beitrag zur Botanik in Japan leistete.
Ikeno war ein begeisterter Verfechter der Romanisierung im japanischen Stil und Autor des auf diese Weise romanisierten Genetikbuchs Zikken-Idengaku (1928). Er wurde von vielen Menschen wegen seiner lockeren Art verehrt, und er half und ermutigte Hirase und Makino Tomitaro (1862–1957), die aufgrund ihres mangelnden Bildungshintergrunds in Schwierigkeiten steckten.
1927 wurde Ikeno zum Mitglied der Akademie der Wissenschaften gewählt.